# Bibliograf
Bibliograf (av grek. biblion, bok, och grafein, skriva) var ursprungligen benämningen på en person som skrev av böcker. Efter uppfinnandet av boktryckarkonsten fick boktryckare detta namn, men sedermera blev det benämningen på personer, som förstod att uttolka och läsa gamla handskrifter. Vid mitten av 1700-talet fick ordet i Frankrike betydelsen bokkännare och sedermera sin nuvarande betydelse, författare av bibliografier.